# 黑尔默罗特
黑尔默罗特是德国莱茵兰-普法尔茨州的一个市镇。总面积3.57平方公里，总人口204人，其中男性96人，女性108人（2011年12月31日），人口密度57人/平方公里。